# Aphylinae
Sous-famille
Synonymes
- Aphylidae Bergroth, 1906[1]

Les Aphylinae sont une sous-famille d’insectes hémiptères hétéroptères (punaises) de la famille des Pentatomidae. On en connaît 3 espèces dans 2 genres. Certains les considèrent comme une famille à part entière, les Aphylidae.

## Description

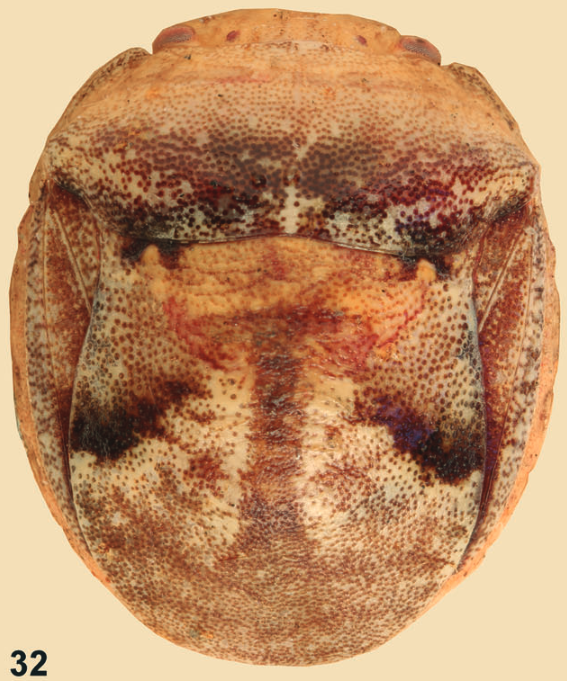
Aphylum sp., du Queensland, vue dorsale

Ces punaises au dos fortement convexe se caractérisent en particulier par un scutellum très allongé, allant jusqu'à l'apex de l'abdomen, mais sans couvrir les côtés, et par une tête courte, ne s'étendant que très peu en avant de la marge antérieure des yeux. Leur rostre est allongé, et dépasse les hanches postérieures. Le pronotum comporte un lobe latéral postérieur revenant en arrière, laissant apparaître entre lui et le scutellum, en vue latérale, le mesonotum et le metanotum en dessous des cories. Les parties latérales du thorax sont modifiées de manière unique en un exponium. Les tarses ont 3 segments, les antennes en ont 5. Leur taille est de 4.7 à 5,8 mm,.

## Répartition
Ces punaises sont endémiques d'Australie. Aphylum syntheticum a été trouvée dans les régions sèches du Sud de l'Australie et du Victoria. Neoaphylum grossi n'a été trouvé que dans la localité type au Nord-Est de Perth (Australie occidentale). On ne connaît pas la répartition précise de la troisième espèce, A. bergrothi, indiquée simplement « Australie »,.

## Biologie
Leur biologie est très peu connue. Aphylum syntheticum a été trouvée sous l'écorce d'une espèce d'Eucalyptus, Eucalyptus camaldulensis Dehnh. (Myrtaceae), appelé en Australie « River Red Gum », ou « gommier des rivières » en français,.

## Systématique
Ce regroupement a été créé par l'entomologiste finnois Ernst Evald Bergroth en 1906, en tant que sous-famille au sein des Pentatomidae pour Aphylum, son genre type. Certains auteurs l'ont considéré comme une famille à part entière, les Aphylidae, au sein des Pentatomoidea, dès Reuter en 1912, bien que cette conception ne semble pas retenue par les dernières études,. Ce statut reste à stabiliser.
Au sein des Pentatomidae, ce groupe pourrait être le groupe frère des Cyrtocorinae.
L'étymologie du nom est construite à partir du grec latinisé scientifique a- (« sans ») et phylum, « parenté » (de φῦλον, « tribu, race »), signifiant « sans parenté reconnaissable » avec les autres groupes de punaises.
Les deux premières espèces ont été décrites en 1906, la première par Bergroth, baptisée Aphylum syntheticum, en raison de son caractère composite de traits de divers autres groupes, et la seconde par H. Schouteden, nommée A. bergrothi en hommage au précédent. La troisième ne sera découverte qu'en 2001 par Štys & Davidová-Vilímová, et attribuée à un nouveau genre, Neoaphylum. Kment, Štys & Davidová-Vilímová considèrent qu'il faut attendre une révision du genre Aphylum avant de pouvoir distinguer correctement les espèces qui le composent et qui pourraient être plus nombreuses que deux.

### Liste des genres
Selon BioLib (6 juillet 2022) :
- genre Aphylus Bergroth, 1906, ou plus souvent Aphylum Bergroth, 1906, deux espèces;
- genre Neoaphylum Štys & Davidová-Vilímová, 2001, une espèce.